# Roman Haubenstock-Ramati
Pour les articles homonymes, voir Haubenstock.
Roman Haubenstock — depuis 1943 Roman Haubenstock-Ramati (né le 27 février 1919 à Tonie  et mort le 3 mars 1994 à Vienne) est un rédacteur musical, professeur de musique et compositeur de musique contemporaine à Cracovie, Tel Aviv et Vienne.
Né à Tonie (un village près de Cracovie, auquel il n'a été incorporé qu'en 1941) comme un fils de Samuel (un fermier) et Regina née Gronner. Il a obtenu son certificat de fin d'études secondaires au 2e État Collège de St. Jacques en 1937 à Cracovie. Depuis 1937 à 1940, Haubenstock-Ramati a étudié la composition, la théorie musicale, le violon et la philosophie à Cracovie et à l'Université de Lemberg. Il était l'élève de Artur Malawski et de Józef Koffler.
En 1939, sa famille a fui les Allemands pour Lviv, qui a été incorporée à l'Union soviétique à la suite du pacte Hitler-Staline. En raison de son multilinguisme, il est arrêté peu avant l'invasion allemande de l'Union soviétique en 1941 pour espionnage et déporté à Tomsk via Odessa. Là, il fut amnistié pour rejoindre l'armée polonaise du général Władysław Anders et arriva en Palestine avec le 2e corps polonais.
Il est resté ici pendant plusieurs années et en 1943, il a pris la deuxième partie de son nom de famille Ramati — à partir de là, il est apparu sous le nom de Roman Haubenstock-Ramati.
Après son retour en Pologne — de 1947 jusqu'à 1950, il était rédacteur en chef de la rubrique musicale à la radio de Cracovie. À partir de 1950, il a été professeur à l'Académie de musique de Tel Aviv où il a dirigé aussi la construction d'une bibliothèque musicale. En 1957 il a bénéficié d'une bourse d'études de 6 mois pour l'Académie de musique concrèteet à partir de 1958, il a été rédacteur (pour la Musique contemporaine) aux Éditions Universal à Vienne puis maître de conférences invité et responsable de séminaires de compositions à Tel Aviv, Stockholm, Darmstadt, Bilthoven (aux Pays-Bas) et Buenos Aires et a exercé comme professeur à l'école supérieure de musique de Vienne à partir de 1973.

## Œuvres
- Bénédictions/Blessings (1954 pour soprano et 9 instruments)
- Mobile pour Shakespeare (1960 pour voix et 6 exécutants)
- Jeux 6 (1960 pour les Percussions de Strasbourg)
- Vermutungen über ein dunkles Haus (Suppositions sur une maison sombre) (1964 pour 3 orchestres)
- Amerika (musique de théâtre 1961-1964)
- Catch I (1968 pour clavecin)
- Comédie, Poetics pour J. Joyce I et II (1972 pour bande son et électronique)
- Prémier quartet à cordes (1973)
- Deuxième quartet à cordes (1978)
- Ulysse (Ballet 1979)
- Sonate pour piano, deuxième trio à cordes, Invocations (pour orchestre de chambre 1990)
- Polyphonies pour ensemble (1993)